# Condado de Valhermoso
El condado de Valhermoso es un título nobiliario español creado por el rey Felipe V el 23 de diciembre de 1738 a favor de José Lorenzo Dávila y Rodríguez de Medina, Maestre de Campo, caballero de la Orden de Calatrava.
Su denominación hace referencia a la localidad de Valhermoso en la provincia de Guadalajara.

## Condes de Valhermoso
|                       | Titular                                             | Periodo               |
| Creación por Felipe V | Creación por Felipe V                               | Creación por Felipe V |
| --------------------- | --------------------------------------------------- | --------------------- |
| I                     | José Lorenzo Dávila y Rodríguez de Medina           | 1738-                 |
| .                     | .                                                   |                       |
| III                   | .José Lorenzo Dávila y Tello de Guzmán              | -1790                 |
| .                     | María del Pilar Paloma de Casanova-Cárdenas y Barón | 2014-actual titular   |